# Велислав Минеков
Велислав Величков Минеков е български скулптор, председател на Комитета за култура на СБХ, син на Величко Минеков (1928-2022), зет на Рангел Вълчанов (1928-2013) и съпруг на актрисата Ани Вълчанова (1966-), професор. Има един син.

## Биография
Велислав Минеков е професор в Националната художествена академия (НХА).
Завършва образованието си в Националната художествена академия и специализира в Хамбург, Германия.
Преподавател е по скулптура, металодизайн, художествено метолеене, художествено каменоделие и реставрация в България, Германия, Турция и ОАЕ.
Представен е с монументални и кавалетни творби в България, САЩ, Германия, Русия, Украйна, Корея, Испания, Италия, Люксембург, Холандия, Дания, Швеция, Швейцария, Сингапур, Китай, Мароко, Ливан, Босна, Сърбия, Бразилия и Обединените арабски емирства. Награждаван е като участник в множество международни симпозиуми, конкурси и изложби.
Член е на творчески съюзи в Европа и организации, подпомагащи закрилата на културното наследство.
Проф. Минеков е граждански активист. Участва в инициативи за промяна на закони в областта на културата, музейното дело, правния статут на колекционерите и авторските права.
Бил е служебен министър на културата в три правителства. Двете на Стефан Янев през 2021 г. и това на Гълъб Донев през 2022 г.